# Cigacice
Cigacice [pronunciación en polaco: /t͡ɕiɡaˈt͡ɕél͡sɛ/] (en alemán: Tschicherzig) es un pueblo ubicado en el distrito administrativo de Gmina Sulechów, dentro del Condado de Zielona Góra, Voivodato de Lubus, en Polonia occidental. Se encuentra aproximadamente a 6 kilómetros al sur de Sulechów y a 13 kilómetros al noreste de Zielona Góra.
El pueblo tiene una población de 750 habitantes.